# Даулетьяров, Тутинбай
Тутинбай Даулетьяров (1910, аул Кальпе, Копальский уезд, Семиреченская область, Туркестанский край, Российская империя — неизвестно, село Кальпе, Каратальский район, Алма-Атинская область, Казахская ССР) — старший чабан совхоза «Каратальский» Каратальского района Алма-Атинской области, Казахская ССР. Герой Социалистического Труда (1966).

## Биография
Родился в 1910 году в крестьянской семье в ауле Кальпе Копальского уезда.
С раннего возраста трудился в сельском хозяйстве. Во время коллективизации в 1928 году вступил в колхоз «Каратал» (позднее — совхоз «Каратальский») Каратальского района. С 1930 года — бригадир полеводческой бригады. После начала Великой Отечественной войны был призван по трудовой мобилизации на промышленное предприятие. В 1946 году возвратился в родной колхоз, где стал трудиться старшим чабаном.
Бригада под его руководством ежегодно показывала высокие трудовые результаты по выходу молодняка и настригу шерсти. В 1964 году было выращено в среднем по 150 ягнят от каждой сотни овцематок и получено от каждой овцы в среднем по 4,2 килограмма шерсти. В 1965 году от каждой сотни овцематок было получено в среднем по 162 ягнёнка, что стало самым лучшим результатом среди овцеводов Каратальского района. Указом Президиума Верховного Совета СССР от 22 марта 1966 года удостоен звания Героя Социалистического Труда за «успехи, достигнутые в развитии животноводства, увеличении производства и заготовок мяса, молока, яиц, шерсти и другой продукции» с вручением ордена Ленина и золотой медали «Серп и Молот» (№ 11253).
После выхода на пенсию проживал в родном селе Кальпе Каратальского района. Дата смерти не установлена.